# Khedrub Gendün Tenpa Dargye
| Tibetische Bezeichnung                                        |
| ------------------------------------------------------------- |
| Wylie-Transliteration: mkhas grub dge 'dun bstan pa dar rgyas |
| Chinesische Bezeichnung                                       |
| Vereinfacht: 克珠·丹巴达吉                                    |
| Pinyin:Kezhu Danba Dajie                                      |

Khedrub Gendün Tenpa Dargye (tib. Khas-grub dGe-'dun Bstan-pa Dar-rgyas;) (* 1493; † 1568) war der 22. Ganden Thripa. Er war Schüler von Jetsün Chökyi Gyeltshen (rJe-btsun Chos-kyi rGyal-mtshan). Die Fakultät Sera Me (Se-ra sMad Grwa-tshang) des Klosters Sera benutzt bis heute Textbücher, die von ihm geschrieben wurden.